# Elie Hobeika
Elie Hobeika (* 22. September 1956 in Kleiat; † 24. Januar 2002 in Beirut; arabisch إيلي حبيقة, DMG Īlī Ḥubaiqa) war Mitglied der Phalange-Miliz und ein Befehlshaber der Forces Libanaises (FL) während des Libanesischen Bürgerkrieges. In der Nachkriegszeit war er Politiker und Minister. Hobeika ist allgemein für seine Rolle an dem Blutbad in den palästinensischen Flüchtlingslagern Sabra und Schatila im Jahre 1982 bekannt.

## Leben
Hobeika wurde am 22. September 1956 in Kleiat geboren. Als er die Schule mit 16 Jahren abschloss, wurde er Mitglied der Kata’ib-Partei und bei Beginn des Bürgerkrieges trat er in die dazugehörende Miliz ein. Im Jahre 1976 wurden Mitglieder seiner Familie, einschließlich seiner Verlobten, bei dem durch die PLO verübten Massaker von Damur getötet. Im folgenden Jahr wurde Hobeika Kommandeur des südlichen Sektors der Phalange. Während einer Phase der abflauenden Kämpfe arbeitete er für Banco do Brasil, trat jedoch wieder in die Miliz ein und nahm teil an dem Angriff der Phalangisten, der in der Ermordung des rivalisierenden Milizkommandeurs Tony Frangieh und seiner Familie im Juni 1977 gipfelte. Er wurde später zum Oberbefehlshaber der dritten Division der Phalange befördert und für Spezialoperationen verantwortlich. 1979 wurde er Sicherheitschef der Forces Libanaises als Kopf der Aufklärung.
Von Juni bis September 1982  führte Israel den Libanonkrieg und besetzte bis 1985 den südlichen Libanon. Hobeika wurde zum Verbindungsoffizier zwischen den Forces Libanaises und ihren israelischen Verbündeten ernannt. Am 15. September besetzte die israelische Armee West-Beirut. Unter ihrem Schutz drang die Phalange-Miliz in die palästinensischen Flüchtlingslager Sabra und Shatila ein, angeblich, um Kämpfer der PLO zu entfernen. Während der folgenden drei Tage ermordete die Phalange unter dem direkten Kommando von Hobeika wahllos mehrere hundert Einwohner des Lagers (Massaker von Sabra und Schatila).
1985 befahl Hobeika den Beiruter Autobombenanschlag vom 8. März 1985 auf Muhammad Hussein Fadlallah, der fehlschlug, bei dem jedoch mehr als 80 Menschen getötet wurden. Nach Bob Woodwards Buch Veil: The Secret Wars of the CIA hatte die CIA Hobeika den Auftrag gegeben, Fadlallah zu töten, aber einen möglichst geringen Blutzoll verlangt. Das Fiasko veranlasste die CIA, ihre Zusammenarbeit mit Hobeika zu beenden.
Nachdem während der nächsten Jahre die Unterstützung für die Forces Libanaises abgenommen hatte, betrieben Samir Geagea, Karim Pakradouni und Elie Hobeika 1985 die Absetzung des damaligen Kommandeurs der Forces Libanaises Fuad Abu Nadir. Ihm wurde vorgeworfen, zu vertraut mit Amine Gemayel zu sein (er war Gemayels Neffe). Amine war bei den Führern der Forces Libanaises unbeliebt, im Gegensatz zu seinem Bruder Bachir Gemayel. Nach Abu Nadirs Ausscheiden wurde Elie Hobeika dessen Nachfolger.
Am 15. Januar 1986 führte Samir Geagea eine Aktion, die Elie Hobeika von der Spitze der Forces Libanaises entfernte, hauptsächlich wegen Hobeikas Unterschrift unter die Dreiparteienvereinbarung mit Nabih Berri und Walid Dschumblat. Hobeika wurde in seinem Hauptquartier belagert (Elias Murr war mit Hobeika im selben Gebäude gefangen) und wurde nach starkem syrischem Druck von Michel Aoun befreit. Er und seine Anhänger flohen nach Damaskus. Sie kehrten als pro-syrische Abspaltung der FL in den Libanon zurück. 1990 unterstützte Hobeika das Parlament und Syrien in dem von Michel Aoun begonnenen Krieg.
Nach dem Ende des Bürgerkriegs im Jahre 1990 wurde Hobeika wie viele andere amnestiert und Minister der Vertriebenen. Im Oktober 1992 wurde er zum Minister für soziale Angelegenheiten und Behinderte ernannt und 1993 Minister für Elektrizität und Wasser. Er wurde 1996 wieder in dieses Ministerium eingesetzt, zu einer Zeit, die massive Stromsperren verzeichnete, hauptsächlich wegen der israelischen Operation Früchte des Zorns. Als 1998 General Émile Lahoud libanesischer Präsident wurde, beauftragte er Selim al-Hoss mit der Regierungsbildung. Hoss bat Hobeika nicht, Mitglied seines Kabinetts zu werden. Robert Hatem, Hobeikas damaliger Leibwächter, schrieb später, dass Hobeika 1985 hinter einem Attentat auf Hoss stand, was dessen Entscheidung erklären könnte. Im Jahre 2000 verlor Hobeika seinen Parlamentssitz und dadurch auch seine Immunität. Im Juni 2001 reichte Chebli Mallat, ein maronitischer Rechtsanwalt, Klage gegen Hobeika in Belgien ein, wo ein Gesetz es erlaubte, Ausländer zu verfolgen, die beschuldigt werden, Verbrechen gegen die Menschlichkeit begangen zu haben. Der Fall wurde später für erledigt erklärt, nachdem das belgische Gesetz geändert worden war.

## Attentat auf Hobeika
1999 veröffentlichte Hobeikas früherer Leibwächter Robert Hatem (alias Cobra) ein Buch, in dem er seinen früheren Chef beschuldigte, zahlreiche Attentate und Verbrechen geplant zu haben. Das Buch wurde im Libanon durch das Internet verbreitet und viel gelesen. Die von Hatem erhobenen Beschuldigungen (die meisten von ihnen wurden später durch den früheren Sicherheitschef der FL Assaad Chaftari bestätigt) beinhalteten das Attentat auf das Parlamentsmitglied von Zgharta Tony Frangieh, die Ermordung von rivalisierenden Männern in den FL, die Hinrichtung von vier iranischen Diplomaten, die von den FL 1982 verschleppt worden waren, die Entführung der Geschäftsleute Roger Tamraz und Charles Chalouhi, das Attentat 1984 auf Selim al-Hoss (damals Bildungsminister) und das Attentat auf das Parlamentsmitglied Mustafa Saad im Jahre 1985. Die schockierendste Behauptung des Buches war die Beschuldigung, dass Hobeika mit den Syrern bei dem Attentat auf den Führer der Forces Libanaises und libanesischen Staatspräsident Bachir Gemayel 1982 kooperierte und dass das Blutbad von Sabra und Shatila angeblich von Hobeika und Hafiz al-Assad angezettelt worden war, um Israel bloßzustellen.
Selim Hoss war zum Zeitpunkt der Buchveröffentlichung Ministerpräsident und veranlasste eine Untersuchung. Mustafa Saad verlangte auch eine Untersuchung des Autobombenanschlags von 1985, der seine Tochter getötet und ihn selbst verkrüppelt hatte, aber diese Untersuchungen wurden später eingestellt. Allerdings wurden Hobeikas Beziehungen zu Syrien beeinflusst. Im Januar 2002 begannen Untersuchungen gegen zwei Stellvertretern Hobeikas im Energieministerium, Fadi Saroufim und Rudy Baroudi, wegen Korruption. Da Korruption damals im Libanon weit verbreitet war, war dies ein Anzeichen, dass Hobeikas gute Beziehungen nicht mehr bestanden.
Am Silvesterabend 2001 fuhr Dr. Jean Ghanem, Hobeikas Stellvertreter und zweiter Mann in seiner Partei, gegen einen Baum. Er starb am 14. Januar 2002. Hobeika behauptete, dass Ghanems Tod sei kein Unfall gewesen. Am 24. Januar 2002 wurde Elie Hobeika zusammen mit seinem Fahrer und seinen Leibwächtern durch eine Autobombe in Hazymieh (Ost-Beirut) in der Nähe seines Hauses getötet, einige hundert Meter entfernt von einer Dienststelle des syrischen Geheimdienstes. Zehn Kilogramm TNT waren in einem geparkten Auto versteckt und explodierten, wobei die Wirkung durch vier Sauerstoffbehälter in Hobeikas Fahrzeug verstärkt wurde. Eine zuvor unbekannte Gruppe „Lebanese for a Free and Independent Lebanon“ bekannte sich in einem Fax zu dem Anschlag nannte Hobeika einen „syrischen Agenten“. Die Gruppe trat später nicht wieder in Erscheinung. Am 7. März 2002 wurde Michael Nassar, ein ehemaliges Mitglied der Forces Libanaises, das Hobeika nahe war, in seinem Auto getötet. Nassar hatte nach 1990 Waffen an die LF verkauft. Es wurde behauptet, er habe einen Teil des Geldes an seinen Onkel Antoine Lahad weitergeleitet bzw. für sich selbst behalten.
Kurz vor seinem Tod erklärte Elie Hobeika öffentlich seine Absicht, in einem belgischen Gerichtsverfahren gegen Ariel Scharon zu dessen Verwicklung in das Blutbad von Sabra und Shatila auszusagen. Der belgische Senator Josy Dubie sagte, dass Hobeika ihm einige Tage vor seinem Tod erzählt habe, dass er Enthüllungen über das Massaker habe und sich „bedroht“ fühle. Als Dubie ihn fragte, warum er nicht sofort alle Fakten offenlege, antwortete er, er hebe sie für das Verfahren auf. Der libanesische Innenminister Elias Murr beschuldigte Israel, hinter dem Attentat zu stehen; der israelische Außenminister Schimon Peres bestritt dies entschieden. Verlässliche Beweise wurden nicht veröffentlicht. Diverse Gerüchte, wer hinter dem Attentat auf Hobeika stehe, beschuldigten unabhängig voneinander unter anderem Syrien, Israel, palästinensische Organisationen und die CIA.